# Josef Podpěra
Josef Podpěra (7. listopadu 1878 Jílové u Prahy – 18. ledna 1954 Brno) byl český botanik a vysokoškolský učitel na Masarykově univerzitě v Brně.

## Život
Po dokončení studií na gymnáziu v Praze a Mladé Boleslavi počal roku 1897 studovat na filozofické fakultě Karlo-Ferdinandovy univerzity. V roce 1903 byl jmenován doktorem filozofie (PhDr.). Následně vyučoval na gymnáziích v Novém Bydžově, Olomouci a v Brně. Roku 1909 byl jmenován konzervátorem Moravského zemského muzea a o tři roky později se stal ředitelem jeho botanického oddělení.
Na počátku 1. světové války byl povolán jako důstojník do rakousko-uherské armády a v roce 1915 padl do ruského zajetí. Za dva roky vstoupil do československých legií a do vlasti se vrátil až v roce 1920. Na nově založené Masarykově univerzitě v Brně se roku 1921 stal profesorem všeobecné a systematické botaniky na přírodovědecké fakultě, kde začal s budováním botanického ústavu, botanické zahrady i herbáře. V rámci svého univerzitního působení vystřídal profesor Podpěra mnoho pozic, byl ředitel jejího botanického ústavu, v letech 1925 až 1926 a 1934 až 1935 byl děkanem přírodovědecké fakulty a mezi lety 1937 až 1938 dokonce rektorem. Jeho zásluhou vznikla při univerzitě rozsáhlá botanická zahrada, byla založena jedna z největších botanických knihoven v České republice a zpracován rozsáhlý herbář čítající dnes více než 600 000 položek.
Mimo své vysokoškolské povinnosti plnil úkoly, které plynuly z jeho dobrovolných funkcí v mnoha přírodovědných spolcích. Byl dlouholetým členem České akademie věd a umění (ČAVU), Královské české společnosti nauk (KČSN) a Československé národní rady badatelské (ČNRB), které všechny po roce 1952 přešly pod Československou akademií věd (ČSAV). Také byl od roku 1936 po mnoho let místopředsedou Československé botanické společnosti (ČSBS). Dále byl účasten v přírodovědných i muzejních klubech a společnostech mnoha českých měst, kde mnohdy vykonával funkci předsedy. Byl i členem botanických společností v Bulharsku, Finsku, Polsku i Sovětském svazu.
Jeho dílo zahrnuje na 200 původních prací, v databázi rostlinných jmen IPNI je jeho standardní autorská zkratka „Podp.“ uvedena u 131 záznamů. K nejhodnotnějším jeho dílům patří nedokončená Květena Moravy, Bryum generis monographiae prodromus a Conspectus muscorum europaeorum. Popsal několik nových druhů, např. Carex otrubae, Jurinea velenovskyi, Thymus latifrons, Verbascum adrianopolitanum atd. Některé taxony po něm byly i pojmenovány, např. Astragalus podperae, Elytrigia podperae, Euphorbia podperae, Myosotis podperae, Thinopyrum podperae, Trigonella podperae atd.
V listopadu 1953, krátce po 75. narozeninách, mu byla udělena hodnost doktora věd (DrSc.) a byl zvolen akademikem ČSAV. Nedlouho potom, 18. ledna 1954, Josef Podpěra v Brně zemřel.
Jeho manželkou byla od roku 1928 RNDr. Anna Podpěrová (1904–1989), rozená Kunovská, která v letech 1946 až 1962 působila jako asistentka ústavu organické chemie na brněnské přírodovědecké fakultě Masarykovy univerzity.